# Neuropsicofarmacologia
La neuropsicofarmacologia (dal greco νεῦρον, "nervo"; ψυχή, "mente", "anima"; φάρμακον, "farmaco" e il suffisso -λογία, "studio") è una scienza interdisciplinare correlata alla psicofarmacologia (disciplina che studia come i farmaci influenzino la mente) e fondamentale delle neuroscienze. Comporta lo studio dei meccanismi di neuropatologia, farmacodinamica (azione dei farmaci), malattie psichiatriche e stati di coscienza. Questi studi sono incentrati sul coinvolgimento della neurotrasmissione/attività del recettore, dei processi bio-chimici e dei circuiti neurali. La neuropsicofarmacologia sostituisce la psicofarmacologia nelle aree di "come" e "perché" e affronta inoltre altri problemi della funzione cerebrale. Di conseguenza, l'aspetto del campo clinico comprende sia quello psichiatrico che quello neurologico.
Gli sviluppi in neuropsicofarmacologia possono influire direttamente sui disturbi d'ansia, sui disturbi affettivi, sui disturbi psicotici, sui disturbi degenerativi, sul comportamento alimentare e del sonno .